# Tovar (Aragua)
Tovar é um município da Venezuela localizado no estado de Aragua.
A capital do município é a cidade de Colônia Tovar.

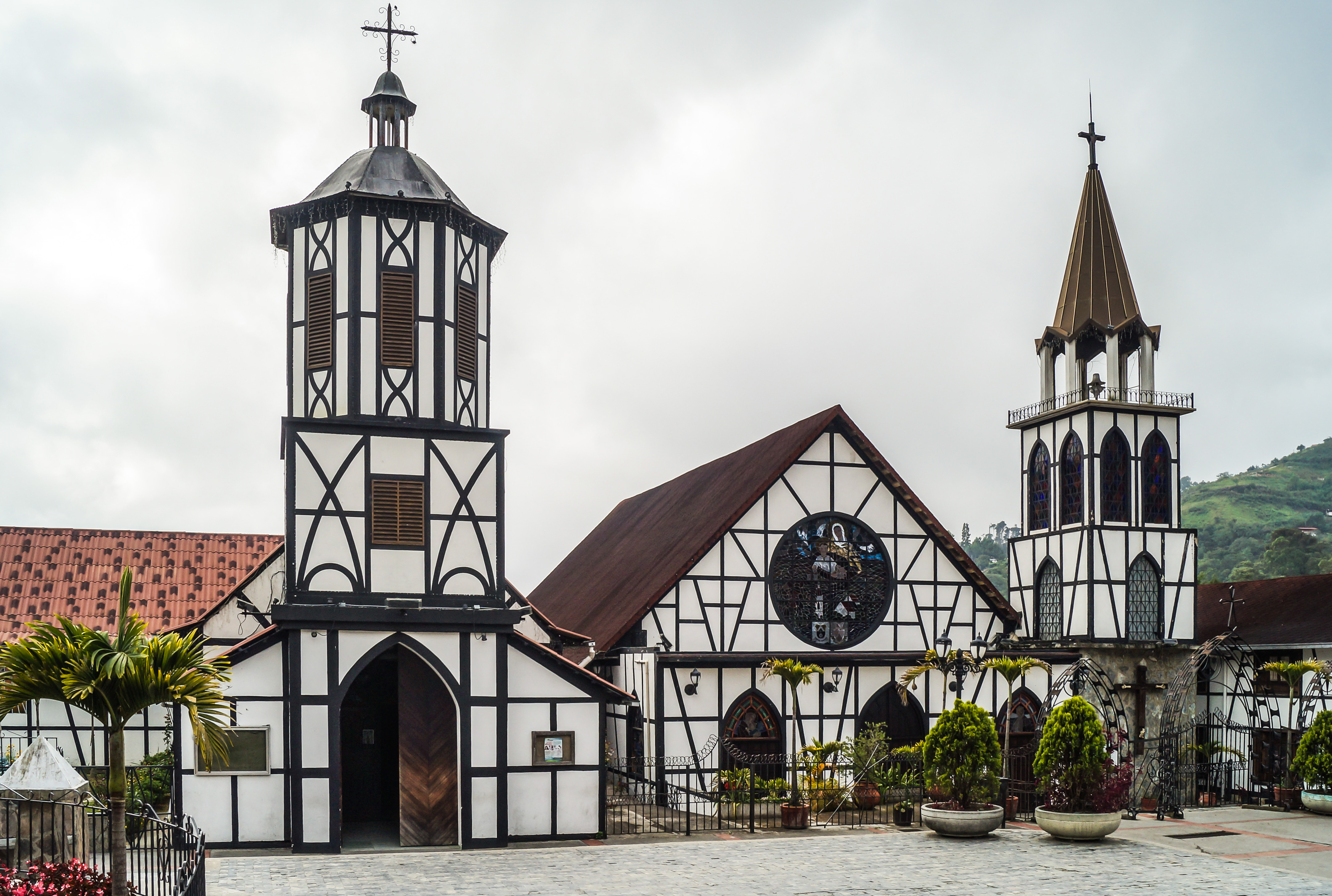
Igreja San Martin de Tours em Colônia Tovar.